# Steinbachsgrund
Steinbachsgrund ist ein Gemeindeteil der Stadt Ludwigsstadt im Landkreis Kronach (Oberfranken, Bayern).

## Geographie
Die Einöde liegt im Tal des Steinbachs, einem rechten Zufluss der Loquitz, direkt an der thüringischen Grenze. Ein Wirtschaftsweg führt zu einer Gemeindeverbindungsstraße, die mit Falkenstein verbindet (1,1 km westlich).

## Geschichte
Eine kleine wasserkraftbetriebene Schiefertafelfabrik entstand 1887/1888 am Steinbach. Ein Feuer zerstörte 1907 das Anwesen. Es folgte der Wiederaufbau einer vergrößerten Fabrik mit einer hölzernen Trogbrücke für den Zulauf des Wasserrades. Die Schiefertafelfabrik im Steinbachsgrund war 1921 eine von noch 17 existierenden Schiefertafelfabriken in Deutschland. Im Jahr 1922 folgte die Stilllegung der Fabrik und der Verkauf an den Eigentümer des Falkensteins, der das Anwesen ab 1927 als Geflügelhof nutzte.
Das Anwesen lag auf dem Gemeindegebiet von Steinbach an der Haide. Am 1. Januar 1978 wurde Steinbachsgrund im Zuge der Gebietsreform in Bayern nach Ludwigsstadt eingegliedert.

### Einwohnerentwicklung
| Jahr      | 001950 | 001961 | 001970 | 001987 |
| Einwohner | 47     | 36     | 4      | 5      |
| Häuser    | 2      | 2      |        | 1      |
| Quelle    | [ 8 ]  | [ 9 ]  | [ 10 ] | [ 1 ]  |

## Religion
Die Einwohner evangelisch-lutherischer Konfession sind nach St. Elisabeth in Steinbach an der Haide gepfarrt.